# Osiedle Północ-Tysiąclecie
Osiedle Północ–Tysiąclecie – osiedle w Chrzanowie o statusie jednostki pomocniczej gminy Chrzanów.
Przez obszar osiedla biegnie odcinek autostrady A4. Graniczy z Osiedlem Śródmieście od południa, Osiedlem Niepodległości od wschodu, Osiedlem Kąty od zachodu oraz z pobliską wsią Luszowice od północy.
Osiedle to należy do jednych z najbardziej zaludnionych, dominują tu budowle wielorodzinne. Na jego terenie znajduje się parafia Matki Bożej Różańcowej.

## Historia
Budowa osiedla rozpoczęła się w pierwszej połowie lat 60. XX w.

## Obszar osiedla
Osiedle obejmuje następujące ulice (wyróżniono ulice graniczne): Bagnista, Balińska (numery parzyste oraz nieparzyste od początku ulicy do skrzyżowania z ul. ks. Skorupki), Borelowskiego, Broniewskiego (numery nieparzyste oraz parzyste od ul. Janusza Kusocińskiego do końca ulicy), Działkowa, Grzybowa, Kusocińskiego (numery parzyste), ks. Popiełuszki, ks. Skorupki (numery parzyste), Kubusia Puchatka, Mieszka I, Marchettiego, Niecała, Piaskowa, Piastowska, Sienkiewicza, Struga, Śląska (numery parzyste od początku ulicy do ronda), Wodzińska, Zielona (numery nieparzyste od 11 do końca oraz parzyste od nr 20 do końca ulicy).